# Kecamatan Cisarua (distrikt i Indonesien, lat -6,70, long 106,95)
Kecamatan Cisarua är ett distrikt i Indonesien.   Det ligger i provinsen Jawa Barat, i den västra delen av landet, 50 km söder om huvudstaden Jakarta.